# Strychnos lanata
Strychnos lanata är en tvåhjärtbladig växtart som beskrevs av Arthur William Hill. Strychnos lanata ingår i släktet Strychnos och familjen Loganiaceae. Inga underarter finns listade i Catalogue of Life.